# Кубок «Яндекса»
Кубок «Яндекса» (Открытый Кубок России по поиску в Интернете) — соревнование по скоростному поиску в Интернете, проводимое компанией Яндекс с 2001 года. Победитель Кубка получает звание «Человек, который нашёл всё», сам Кубок Яндекса, а также некоторый приз (в последнем кубке приз не был объявлен). Всего с 2001 по 2008 год прошло 9 кубков; девятый, по сообщению Яндекса, стал последним. В мае 2009 года состоялся Кубок чемпионов (другие названия — Кубок обладателей кубков, Кубок Кубков).

## Суть игры

Кубок Яндекса

Идея Кубка состоит в том, что участники соревнуются в умении быстро находить в Интернете ответы на поставленные вопросы.
Кубок проходит в три тура: два заочных и очный финал. Играть в первом туре может любой желающий, зарегистрировавшийся на сайте Кубка. В первом туре по расписанию проводится шесть игр, причём игрок может принять участие в нескольких: в зачёт идёт лучший результат. Игра длится один час и представляет собой 20 вопросов, поочерёдно сменяющих друг друга; таким образом, на поиск ответа даётся три минуты. В ответе обязательно должна быть указана ссылка на страницу, содержащую ответ, и собственно сам текст ответа. При этом ответ участника не обязательно должен совпадать с ответом организаторов: главное, чтобы он был указан на найденной странице. Во время игры участник может пользоваться любой поисковой системой. За каждый верный ответ игрок получает один балл. В зачёт идёт лучшая игра первого тура.
Во второй тур проходят 100 игроков, имеющих наибольшее количество баллов, а также все игроки, набравшие столько же баллов, сколько и игрок на сотом месте. Второй тур состоит из двух частей; в разных Кубках проводились различные типы игр. В VI Кубке, к примеру, второй тур состоял из «Поиска объекта» и «Списков». Каждая часть состояла из шести заданий и продолжалась 30 минут. В «Поиске объекта» игрок должен был найти текст или изображение заданного документа, а в «Списках» — продолжить данный организаторами список, дав по возможности полные перечни элементов.
В финал проходят 8 игроков — победителей второго тура. 9-й игрок определяется жеребьёвкой среди игроков, занявших следующие 20 мест во втором туре. Финал состоит из двух частей: многоборья и забега призёров. Многоборье в последних кубках представляет собой три игры из 5 заданий, длящихся 15 минут каждая: на поиск картинок, сайтов организаций и объектов для скачивания (софт, музыка, видео и т. п.). По итогам многоборья определяются три суперфиналиста.
Розыгрыш Кубка проходит в формате забега призёров. Тройка финалистов разыгрывает первые места: они последовательно отвечают на вопросы, причем получить доступ к следующему вопросу можно, только правильно ответив на текущий (в IX кубке и в Кубке чемпионов правила забега изменились: доступ к следующему вопросу даётся также по истечении трёх минут).

## Зачёты в Кубке
С IV Кубка проводятся отдельные зачёты:
- Региональный. По итогам первого тура награждается игрок, показавший лучший результат в своём регионе (при наличии не менее 20 игроков из региона). В качестве дополнительного показателя выступает суммарное время в игре, затраченное на поиск ответов.
- Юниорский. Отдельный зачёт для игроков, не достигших 18 лет (что не мешает им одновременно участвовать и в общем зачёте). По итогам первого тура в очный финал проходили 20 юниоров, показавших лучший результат. В VII Кубке финал для юниоров не проводился.
- Командный. Был проведён единственный раз в V Кубке. Команды состояли из трёх человек; в финал проходили три команды, показавшие лучший результат в первом туре.

## Победители
| Общий зачёт     | Общий зачёт | Общий зачёт                                  | Общий зачёт                                              |
| Кубок           | Год         | Победитель                                   | Приз                                                     |
| --------------- | ----------- | -------------------------------------------- | -------------------------------------------------------- |
| I               | 2001        | Антон Носик (Москва)                         | ЖК-Монитор Samsung SyncMaster 770TFT                     |
| II              | 2001        | Владимир Степанов (Москва)                   | Поездка на двоих на этап чемпионата «Формула-1» в Монако |
| III             | 2002        | Александр Соболев (Москва)                   | Ноутбук Fujitsu-Siemens Amilo                            |
| IV              | 2003        | Михаил Юцис (Реховот, Израиль)               | Автомобиль Peugeot 206                                   |
| V               | 2004        | Алексей Чарыков (Москва)                     | Автомобиль Škoda Octavia                                 |
| VI              | 2005        | Игорь Маханёк (Минск, Белоруссия)            | 502 тысячи рублей                                        |
| VII             | 2006        | Игорь Маханёк (Минск, Белоруссия)            | 601 тысяча рублей                                        |
| VIII            | 2007        | Денис Фурсов (Санкт-Петербург)               | 701 тысяча рублей                                        |
| IX              | 2008        | Максим Сидоров (Тольятти)                    | без приза                                                |
| Кубок Кубков    | 2009        | Алексей Чарыков                              | без приза                                                |
| Юниорский зачёт |             |                                              |                                                          |
| IV              | 2003        | Максим Адров (Нижний Новгород)               | Телефон Sony Ericsson T68i                               |
| V               | 2004        | Даниил Квашенников (Москва)                  | Телефон Nokia 6670                                       |
| VI              | 2005        | Антон Сомин (Минск)                          | Коммуникатор Samsung i700                                |
| VII             | 2006        | Григорий Ганкин (Самара)                     | очный финал не проводился                                |
| VIII            | 2007        | Григорий Ганкин (Самара)                     | очный финал не проводился                                |
| Командный зачёт |             |                                              |                                                          |
| V               | 2004        | Команда Мариинского театра (Санкт-Петербург) | Видеокамеры Panasonic NV-GS15GC-S                        |

С 2007 года «Люди, которые нашли всё» в прошлых Кубках, не могут принимать участие в финальной игре. Неофициально это изменение в правилах получило название «поправка Маханька».
В мае 2009 года был проведён Кубок кубков, в котором приняли участие семеро из восьми чемпионов прошлых лет. Кубок выиграл Алексей Чарыков.

## Региональные и другие Кубки
Кроме самого Кубка Яндекса, при поддержке Яндекса проводились разнообразные региональные Кубки. Первым региональным соревнованием стал Кубок Netrix в Израиле, проведённый в июле-августе 2003 года. За ним последовали школьные и общие кубки в различных городах России: Махачкале, Саратове, Новосибирске, Кирове, Санкт-Петербурге и многих других, а также в Минске (Белоруссия), Львове (Украина) и Менло-Парке (Калифорния, США). В феврале 2006 и марте 2007 годов Институт гуманитарного образования (ИГУМО) проводил соревнования для абитуриентов с главным призом — поступлением и бесплатным обучением. Тогда же Яндексом был проведён школьный командный Кубок. А в декабре 2006 года в Норвегии прошёл первый нерусскоязычный Кубок по поиску — Norgesmesterskap i søk.
На сайте Кубка проводились поисковые зачёты, в которых мог принять участие любой желающий в любое время. Зачёт состоял из десяти случайно выбранных вопросов; его результат ни на что не влиял.

## Примеры заданий
Из первого тура:
- Назовите отца и сына, вместе получивших Нобелевскую премию.
- В какое время, согласно примете, не принято начинать партию в спортивной игре, принадлежности для которой взял с собой на Луну Алан Шепард?
- Назовите телефон отдела гражданской обороны и чрезвычайных ситуаций Урюпинска.
- Чем смазывают больные конечности Stylodipus Allen G.?

Из второго тура:
Поиск объекта:
- Изображение машины, производящей шумы для индуистских церемоний.
- Расписание работы Госдумы РФ 29 ноября 2002 года.

Списки:
- Виссарион Белинский, Николай Чернышевский…

(и другие корабли одной серии)
- Награды В. В. Путина